# Women’s Enfranchisement Association of the Union
Women’s Enfranchisement Association of the Union (WEAU) var en riksorganisation för kvinnors rättigheter och kvinnlig rösträtt i Sydafrika, grundad 1911 och upplöst 1930.  Det var den huvudsakliga föreningen för kvinnlig rösträtt i Sydafrika. 

## Historik
Kvinnorörelsen i Sydafrika började med grundandet av Women's Christian Temperance Union of the Cape Colony (WCTU) 1889. Nykterhetsrörelsen stödde kvinnlig rösträtt och upprättade en avdelning inom sin organisation för frågan 1895. Den första separata rörelsen för frågan, Women's Enfranchisement League (WEL), grundades 1902 av Julia Solly, och följdes av flera lokala grupper. WEL lämnade en petition till parlamentet 1908. Efter en turné av Carrie Chapman Catt förenades de lokala föreningarna i Women’s Enfranchisement Association of the Union (WEAU), som anslöts till både British Dominions Women's Suffrage Union och the International Woman Suffrage Alliance.
WEAU lämnade in petitioner till parlamentet 1912, 1920, 1921 och 1929. Det utgav tidskrifterna Woman's Outlook (1912-1922) och Flashlight (1927-1930) som sina organ. WEAU begärde rösträtt enligt samma villkor som gällde för män, vilket innebar villkorlig rösträtt som i vissa daler av landet var reserverad för vita och i andra delar även inkluderade färgade. 
WEAU organiserade nästan enbart vita bildade engelska kvinnor. Vita afrikanderkvinnor engagerade sig inte i kvinnorörelsen på grund av den konservativa kyrkan, och svarta kvinnor engagerade sig i diskriminering av svarta snarare än diskrimineringen av kvinnor. Antalet medlemmar var därför litet, och parlamentet ignorerade i stort frågan. 
1923 inträffade en förändring, då afrikandernas National Party gav sitt stöd till kvinnlig rösträtt för att utöka antalet vita väljare, något som gjorde att afrikanderkvinnor engagerade sig i frågan och gav den större framgång. WEAU fick dock justera sitt krav till att endast kräva rösträtt för enbart vita kvinnor. Efter detta, accepterades deras krav då 1929 års petition lämnades in.

## Ordförande
- Mary Emma Macintosh, 1911-1915
- Vakant, 1915-1916
- Barbara Steel, 1916-1930